# Parti national breton
 (août 2025).
Si vous disposez d'ouvrages ou d'articles de référence ou si vous connaissez des sites web de qualité traitant du thème abordé ici, merci de compléter l'article en donnant les références utiles à sa vérifiabilité et en les liant à la section « Notes et références ».
Pour les articles homonymes, voir PNB et Parti national.
Le Parti national breton (en breton : Strollad Broadel Breizh) (abrégé en PNB) est un parti politique nationaliste breton qui a existé de 1931 à 1944.

## De la création en 1931 à l'interdiction en 1939

### Fondation
Il est créé lorsque le Parti autonomiste breton (PAB) explose entre ses tendances fédéralistes et nationalistes après le congrès de Guingamp d'août 1931. Tandis que les fédéralistes se regroupent dans la ligue fédéraliste de Bretagne, les nationalistes décident de fonder un nouveau parti, dans une orientation résolument nationaliste et non plus seulement autonomiste. Ils publient le journal La nation bretonne qui remplace l'ancien journal Breiz Atao ainsi que le journal War Zao (littéralement « Debout » en français), journal des nationalistes du Trégor, Goëlo, Haute-Cornouaille. Cependant, certains préfèrent relancer un journal qui réutilise le titre de Breiz Atao (« Bretagne Toujours » en français), simple organe de liaison entre les militants. Celui-ci parait de  novembre 1931 à août 1939. C'est un nouveau journal, qui ne reprend pas la raison sociale du précédent, notamment ses dettes. Le premier congrès se tient à Landerneau le 27 décembre 1931 avec 25 militants.

### Idéologie
La partie du Parti autonomiste breton attirée par le séparatisme, dont Olier Mordrel, Yann Sohier et François Debeauvais, va rejoindre le nouveau Parti national breton, créé lors du congrès de Guingamp en août 1931. Le 27 décembre 1931, à Landerneau, a lieu le premier congrès du PNB. Breiz Atao reparaît, simple organe de liaison entre les militants. Il s'inspire de la révolution irlandaise et joue la carte nationaliste.

### Activisme

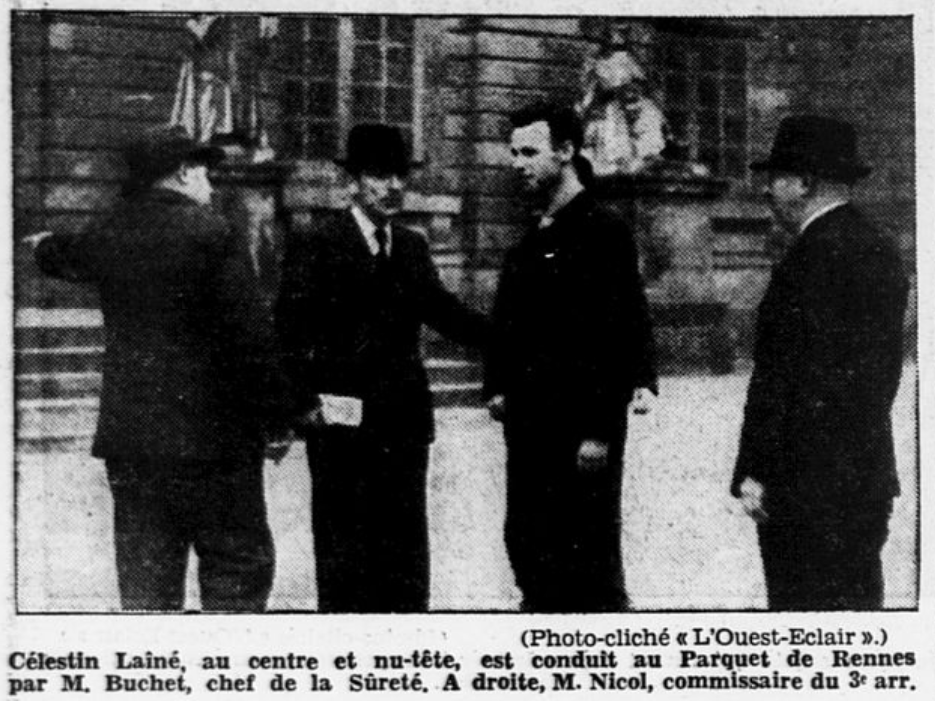
Le militant Célestin Lainé conduit au Parquet de Rennes dans L'Ouest-Éclair du 17 mai 1938.

Faible numériquement, le parti n'a aucune influence sur la politique bretonne. Ce n'est qu'avec le début des attentats du groupe armé Gwenn ha Du à Rennes en 1932 qu'il prend une certaine consistance. L'ensemble du mouvement étant inquiété après chaque attentat, le PNB constitue un Kuzul Meur (« Grand Conseil » en français) qui chapeaute à la fois le parti, Gwenn ha Du et le Bleun-Brug (« Fleur de Bruyère » en français). Le but aurait surtout été de contrôler Célestin Lainé. Les actions de ce dernier donnent cependant une certaine publicité au parti, même si la presse est unanime pour les condamner à l'exception de L'Humanité

### Virage à l'extrême droite
À partir de 1934, le parti participe au vaste mouvement de la droite et de l'extrême-droite françaises [réf. nécessaire] vers les idées autoritaires. Un noyau dur autour d'Olier Mordrel adopte l'idéologie nazie au même moment où il lance la revue Stur. Il propose au parti un programme copié sur celui du Parti nazi : Strollad Ar Gelted Adsavet (parti des Celtes relevés) ou Saga. Mordrel ne réussit pas à entraîner le reste du parti qui développe des thèmes d'extrême-droite mais sans se convertir à l'idéologie nazie.
En 1936, les dirigeants du PNB organisent une grande campagne de graffitis qui consiste à peindre en lettres immenses au goudron sur les murs : « La France est foutue », « Vive la Bretagne libre », « La Bretagne aux Bretons », « Les Juifs dehors », « Breiz Atao vaincra ».
En février 1937, la tuberculose contraint François Debauvais à accepter d'être en partie suppléé par Raymond Delaporte qui empêche l'extrémiste Mordrel de prendre le pouvoir au sein du PNB. Au congrès de Carhaix, en août 1937, le Parti national breton se transforme en un véritable parti fasciste breton et, en mai 1938, les murs des villes bretonnes sont à nouveau couverts d'inscriptions comme « La Bretagne aux Bretons », « Breiz Atao vaincra », etc..

### Interdiction
Alors que la montée du fascisme et la marche à la guerre deviennent inexorables, le décret-loi Daladier du 24 mai 1938 cible les « séparatistes » en général ; il permet de poursuivre et condamner « quiconque aura entrepris, par quelque moyen que ce soit, de porter atteinte à l'intégrité du territoire »,,.
À l'approche de la guerre, le PNB est pro-allemand et développe une propagande « pacifiste », c'est-à-dire qu'il ne compte absolument pas aider la France dans la guerre qui s'annonce contre l'Allemagne. À l'issue du congrès tenu le 28 août 1938 à Guingamp, le PNB publie un manifeste où il prétend qu'ils appartiennent à « un pays qui a l'habitude de fournir plus de troupes d'assaut que de tourneurs d'obus » et que « plus une goutte de sang breton ne doit être versé pour des causes étrangères ». Il fait coller des affiches proclamant « Pas de guerre pour les Tchèques » Cette affiche rappelait que, selon le PNB, « la France voulait maintenir dans la vassalité l'État tchécoslovaque centralisé, oppresseur des minorités nationales », et se terminait par cet appel : « Nous demandons que, nous Bretons, ne soyons pas engagés contre notre volonté dans une guerre au profit de l'impérialisme tchèque ». Il se dote d'une organisation paramilitaire forte d'une dizaine d'hommes, la Kadervenn ; Olier Mordrel effectue, par ailleurs, plusieurs voyages en Allemagne.
Le 14 décembre 1938, Olier Mordrel est condamné, avec François Debeauvais, à un an de prison avec sursis pour « atteinte à l'unité de la nation ». Le 15 février 1939, la cour d'appel confirme les condamnations à un an de prison de Mordrel et Debauvais. Le 29 juillet 1939, un décret loi d'Édouard Daladier assimile la propagande nationaliste à l'espionnage et à la haute trahison. En août 1939, à la suite du débarquement d'armes de Plestin, l'entrée en clandestinité des éléments dirigeants du mouvement provoque des répercussions sur l'organisation du parti. Debauvais et Mordrel restent désormais sans liaisons directes avec leurs cadres les plus sûrs alors que planent sur eux la menace d'une très probable arrestation. Le 27 août 1939, c'est la parution du dernier numéro de Breiz Atao, le 31 août suivant, son secrétaire Louis Maubré est arrêté.
Debauvais et Mordrel se réfugient fin août 1939 en Belgique puis en Allemagne tandis que les autres cadres du parti sont mobilisés. Le parti est dissous sous le gouvernement Daladier le 20 octobre 1939 en raison de ses positions très « amicales » avec l'Allemagne nazie. Les biens du parti sont confisqués et les archives détruites. Debauvais et Mordrel sont condamnés à mort par contumace le 7 mai 1940 par le tribunal militaire de Rennes. Des perquisitions sont organisées chez des militants du mouvement breton, parfois suivies d'arrestations (Yann Bricler, Kongar-Kervella, Marcel Guieysse, Édouard Gueguen, André Lajat, sœur d'Ange Péresse, abbé Perrot). Fin octobre, Célestin Lainé est arrêté sur le front du Nord de la France.

## Intermède allemand

### Berlin
Debauvais se réfugie à Berlin (rejoint par Moyse, puis Mordrel) « pour tenter d'y jouer la carte de l'indépendance bretonne dans l'éventualité probable d'une défaite de la France ». En janvier 1940, les deux fondateurs adressent de l'étranger une « lettre de guerre » (Lizer Brezel) à leurs militants en rappelant qu'« un vrai breton n'a pas le droit de mourir pour la France ». Ils ajoutent : « Nos ennemis depuis toujours et ceux de maintenant sont les Français, ce sont eux qui n'ont cessé de causer du tort à la Bretagne ». En mars 1940, Mordrel et Debauvais éditent Ouest-Information qui est diffusé clandestinement.

### Bretonische Regierung
Olier Mordrel proclame le Bretonische Regierung à Berlin en mai 1940, un « gouvernement breton en exil ».
Les pangermanistes préconisaient alors l'extension du Reich à toutes les populations germanophones et le démantèlement des grandes puissances européennes selon des critères linguistiques. Ainsi Adolf Hitler s'était-il prononcé en faveur de la création d'un État breton. Des pourparlers s'engagent en mai-juin 1940 entre Otto Abetz et Mordrel/Debauvais sur la constitution de cet état. On crée à la même époque en Allemagne, des camps de prisonniers spéciaux où sont réunis les Bretons. Des visites et conférences sont organisées par les dirigeants du parti aux camps de Luckenwalde, Sagan, etc.
Lors de la débâcle, des membres du Parti national breton n'hésitent pas à faciliter l'avance des troupes allemandes en Bretagne, par exemple en déminant la route aux alentours d'Hennebont ou en indiquant aux Allemands l'emplacement des nids de mitrailleuses défendant les abords du pont de Plougastel.

## Retour en Bretagne et création du CNB

### Retour en Bretagne avec les Allemands
Le 20 juin 1940, les premiers prisonniers bretons libérés arrivent, sous la conduite de Fred Moyse (les Allemands sont entrés à Rennes le 18 juin). Le PNB n'aura réussi qu'à faire libérer de 400 à 500 prisonniers jusqu'en septembre 1940. L'opinion publique demeura pourtant longtemps persuadée de sa capacité à faire rentrer chez eux les prisonniers bretons qui en feraient la demande, à condition d'adhérer au mouvement nationaliste. Le 22 juin, François Debauvais revient d'exil à Rennes, jour de signature de l'armistice.

### Revirement de l'Allemagne
Le gouvernement nazi ayant adopté une politique de conciliation vis-à-vis du gouvernement de Vichy après des atermoiements et des revirements, les mesures envisagées précédemment en faveur d'un État breton autonome se doivent d'être révisées avec le maximum de diplomatie et si besoin par la force. Le 11 juillet 1940, on peut lire dans le journal de l'Abwehr : « le ministre des Affaires étrangères a pris une décision en ce qui concerne la question bretonne. Il en résulte que les mouvements séparatistes en Bretagne ne doivent plus être encouragés. Des ordres ont été données en ce sens au bureau de l'Abwehr en France. La collaboration avec les Bretons doit se limiter désormais au recrutement d'agents compétents dans la lutte contre l'Angleterre et à l'action en Irlande. Tout mouvement insurrectionnel contre le gouvernement français devra être évité ». C'est un échec pour les leaders nationalistes bretons. Le baron von Stauffenberg et Kurt Haller leur signifient, en vertu de la convention d'armistice signé entre l'Allemagne et la France, qu'il leur est interdit d'envisager un rassemblement pour déclarer la libération de la Bretagne. Un meeting sera toléré à condition que celui-ci soit dans une enceinte privée, et que les termes « État breton », « nation bretonne », « autonomie », ou « indépendance », ou « séparatisme » ne soient pas prononcés. Ce qui ne sera pas entièrement le cas dans le château de Pontivy, où cette réunion eut lieu.

### Réunion de Pontivy: création du CNB
Le 3 juillet 1940, à la réunion de Pontivy, Debeauvais et Mordrel créent le Comité national breton, et établissent un manifeste de dix-huit points, dit Programme de Pontivy. Il décide aussi l’édition d’une nouvelle revue l'Heure bretonne. 201 numéros paraîtront entre juillet 1940 et juin 1944.
Le 12 juillet 1940, une excommunication des nationalistes bretons est prononcée par Mgr Duparc, évêque de Quimper.
Le 29 juillet 1940, le château de Pontivy, quartier général du Service Spécial de Célestin Lainé est assiégé par la population de Pontivy. Cette action conduit la troupe de Célestin Lainé à quitter Pontivy le 9 août pour le manoir de Kerriou à Gouézec (Finistère).

## Relance du PNB

### Relance en octobre 1940 par Olier Mordrel
En août 1940, quelques nationalistes vendant L'Heure Bretonne sont arrêtés à Quimper (Alexandre Angeli, préfet du Finistère prononce à plusieurs reprises l'interdiction de vendre ce journal dans le Finistère, René Bousquet, sous-préfet à Lorient fait interdire l'impression de Dihunamb, la revue de Loeiz Herrieu). La presse quotidienne (La Dépêche de Brest et de l'Ouest, Le Phare de la Loire, L'Ouest-Éclair, Le Nouvelliste du Morbihan) est ralliée au gouvernement de Pétain et prend position en défendant la thèse de la restauration des provinces, qui rendra ainsi à la Bretagne une partie de ses libertés dans le cadre d'une France maternelle.
Le 20 octobre 1940, le parti est placé sous la direction d'Olier Mordrel. L'Heure Bretonne mène alors une campagne de presse antigouvernementale, opposée au régime de Vichy. Les préfets des différents départements adoptent une politique d'hostilité délibérée aux régionalistes, et a fortiori aux nationalistes. Le Comité national breton n'est pas supprimé. Olier Mordel offre le poste du secrétariat général à Raymond Delaporte. Il structure le PNB avec un représentant pour chaque département : Paul Gaignet (Ille-et-Vilaine), Marcel Guieysse (Morbihan), Yann Ar Beg (Finistère), Yves Favreul-Ronarc'h (Loire-Atlantique), Albert Guillou à Paris pour les « Bretons de l'étranger ». Sa ligne politique irrite à la fois Vichy et Berlin, et sera à l'origine de la « révolution de palais » du parti de décembre 1940.

### Changement à la tête du PNB en décembre 1940
Les liens entre Olier Mordrel et Célestin Lainé se tendent encore plus (après l'opposition au Comité national breton), à la suite de l'action de son service Spécial à Gouézec en octobre 1940. D'autres divergences voient le jour. Considérant que le réveil du nationalisme breton ne donne pas les résultats escomptés, que son action était dévaluée, et que l'Allemagne s'orientent vers une politique de collaboration avec le gouvernement de Vichy, Debauvais semble tenter une ouverture de dialogue avec le régime maréchaliste, contrairement à Mordrel. Mordrel remet sa démission du parti, ainsi que L'Heure bretonne le 2 décembre de la même année. Cette « révolution de palais » est provoquée avec la complicité des services allemands par des rivaux du leader breton, désireux de l'écarter du pouvoir.
Mordrel est remplacé le 8 décembre 1940 par Raymond Delaporte qui restera à ce poste jusqu’à la fin de la guerre. Job Jaffré prend la rédaction en chef de L'Heure bretonne. Les Allemands arrêtent dès fin 1940 Olier Mordrel qu'ils placent en résidence surveillée en Allemagne. Le PNB dirigé par les frères Delaporte tente une politique de non-engagement entre les Allemands et Pétain.

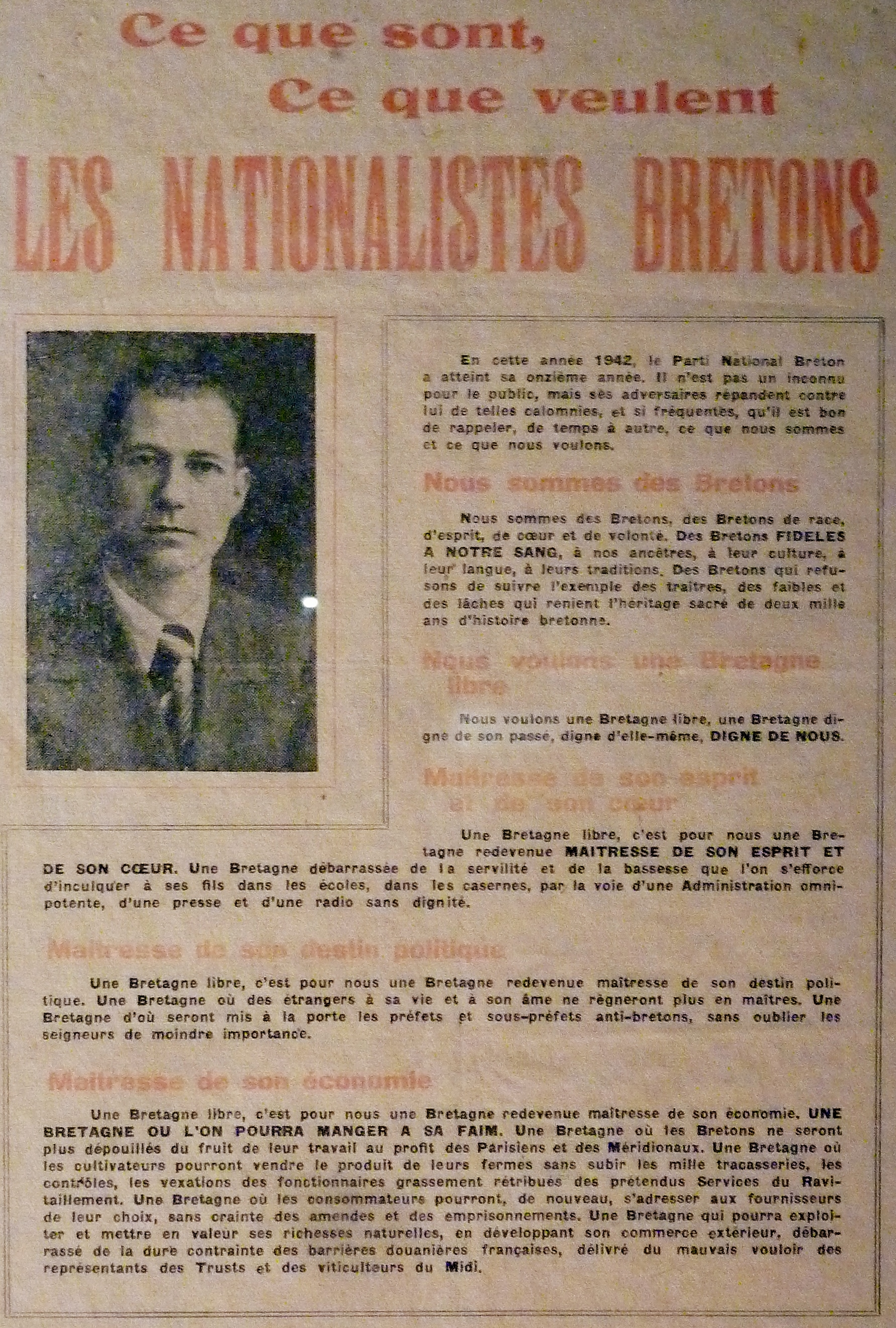
Affiche de propagande politique du Parti national breton pendant la Seconde Guerre mondiale, datant de 1942 (Musée de la Résistance bretonne de Saint-Marcel).

Le 18 janvier 1941, une réunion du parti est organisée à Nantes pour l'organisation ouvrière du « futur État breton ». Germain Breton est à la tête de la section de la Loire-Atlantique. Au cours de l'année 1941, la direction du parti charge Célestin Lainé et ses officiers d'assurer l'instruction militaire de sa milice, les Bagadoù stourm, placée sous la direction de Yann Goulet. Raymond Delaporte cherche à apparaître comme un homme affable, prêt à envisager une politique conciliante avec Vichy, et en chrétien sincère, résolu à intervenir auprès de l'épiscopat breton pour lever les mesures d'excommunication de 1940 des nationalistes bretons. Il est aussi sous l'influence de son frère Yves Delaporte, éminence grise du parti. Les scandales du ravitaillement, dénoncés par L'Heure bretonne, enveniment les rapports avec l'administration de Vichy, et notamment avec le préfet Ripert, que Delaporte avait souhaité conciliants. Un changement d'attitude se produit au fur et à mesure de 1941 dans les attaques contre Vichy. En six mois de gestion, les frères Delaporte parviennent à tripler le nombre des abonnés de L'Heure bretonne, et à quintupler celui des adhérents.
La structure du parti est très précise et charpentée : secrétariat, administration, trésorerie, promotion, inspection générale, organisation de jeunesse, rédaction, impression et diffusion du journal L'Heure bretonne, et des publications annexes : Ar Studier Vrezon, réservé aux étudiants nationalistes, Le Triskell, bulletin de liaison des militants ainsi que des brochures de propagande.
En mai 1941, les autorités allemandes autorisent Olier Mordrel à rentrer. Il se rendra à Rennes le 16 septembre. Quelques jours auparavant, le 7 septembre 1941, un congrès des cadres du parti est organisé dans cette ville.
Le 13 décembre 1941, le parti publie une Charte des travailleurs bretons.
Les 17 points de cette charte sont inspirés par le corporatisme et le fédéralisme, et apportent de sérieux correctifs à la nouvelle réglementation sur le travail, promulguée quelques semaines auparavant par le gouvernement du maréchal Pétain, et qui avait suscité certaines critiques dans la presse parisienne.
En 1942, au moment de son apogée, le Parti national breton aurait compté environ 70 sections actives et environ 3 000 adhérents (les estimations varient de 1 500 adhérents, selon Kristian Hamon à 5 000 à 6 000 selon Jaffré ainsi que 4 400 selon un fichages des Renseignements Généraux. Le journal du parti, L'heure bretonne, aurait tiré à près de 100 000 exemplaires pour son premier numéro, distribué gratuitement, mais son tirage n'aurait été que de 8 000 exemplaires à partir de mai 1941.

### Activités pendant la guerre

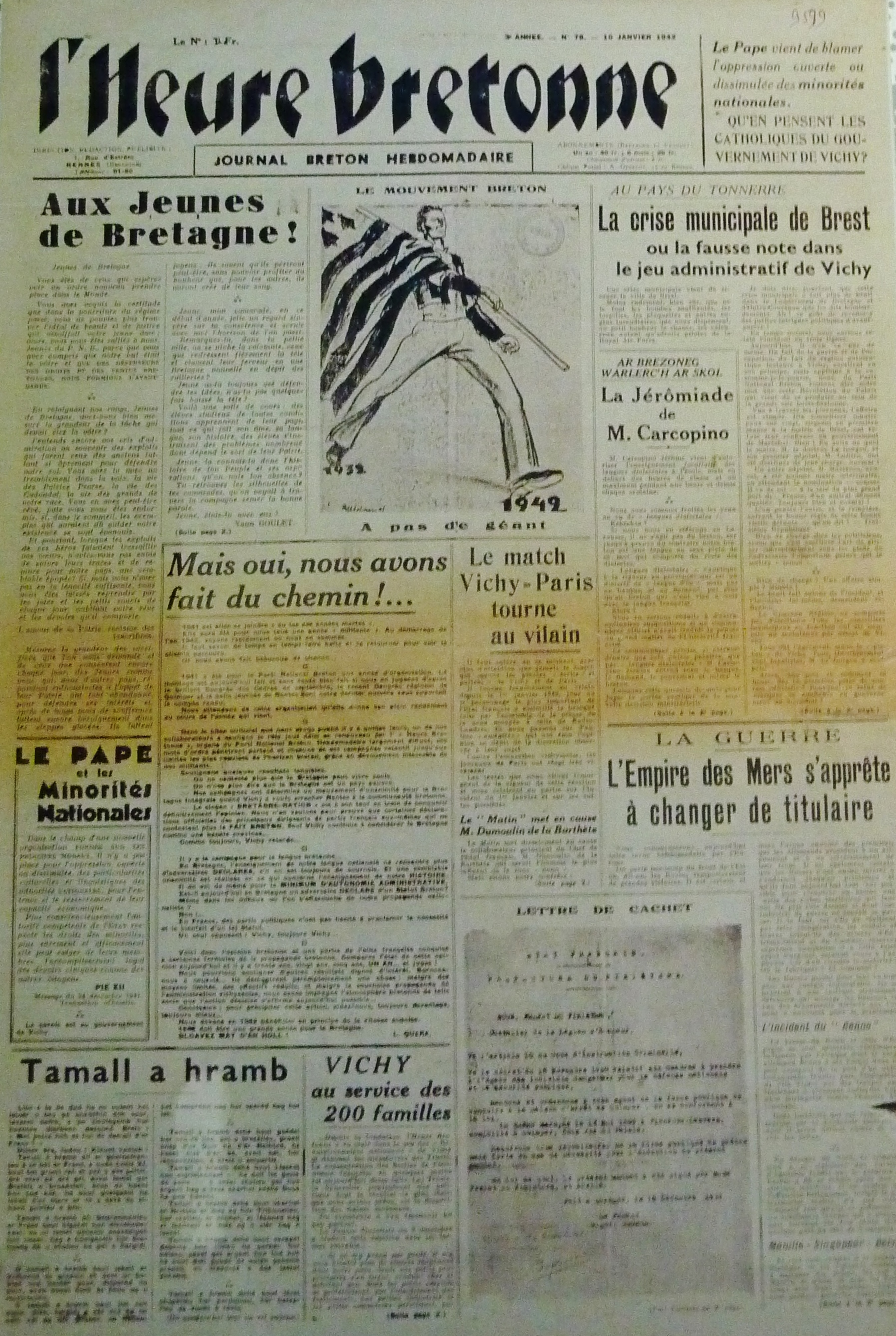
La première page du n° du 10 janvier 1942 de l'Heure bretonne, hebdomadaire du Parti national breton.

Pendant la guerre l'activisme du Parti national breton a complètement dominé les autres tendances du mouvement breton, qui dès lors s'en est trouvé discrédité. Certains membres du PNB, surtout des « modérés », prennent part au Comité consultatif de Bretagne, au côté de Yann Fouéré, président de l'URB et de Joseph Martray.
Le parti nationaliste comporte, de la même manière que les jeunesses socialistes d'avant guerre, des jeunesses catholiques ou communistes, une formation de jeunes militants en uniforme : les bagadoù stourm. Il bénéficie alors d'un organe de presse tirant à 30 000 exemplaires : l'Heure bretonne.
Le parti durant l'occupation est tantôt toléré par Vichy, tantôt mis en difficulté. Certains auteurs écrivent que plusieurs membres (une quarantaine, selon Jean-Jacques Monnier) de cette organisation subiront la répression de l'occupant nazi, avec notamment l'internement de Yann Goulet, qui proteste par une grève de la faim avec plusieurs nationalistes. D'autres auteurs le montrent au contraire libéré par les nazis après des affrontements à Landivisiau à l'été 1943 (thèse remise en cause).
Kristian Hamon, qui a consulté les archives de la période, est formel : Yann Goulet a été arrêté par les gendarmes une première fois le 11 août 1943 pour voie de faits sur le chef de la brigade de gendarmerie de La Feuillée. Il sera libéré le 13 août sur ordre de la police allemande de Brest. Il est arrêté à nouveau par la 13e brigade de Sûreté de Rennes, le 9 septembre 1943 et incarcéré dans la cellule no 86 à la prison Jacques-Cartier de Rennes. Le libraire et résistant quimpèrois Adolphe Le Goaziou, incarcéré dans la cellule no 87, entendra parfaitement les Allemands venir libérer leur protégé le 30 octobre 1943.
L'historien Jean-Jacques Monnier, dans son ouvrage Résistance et conscience bretonne, 1940-1945, l'hermine contre la croix gammée, estime que sur 1 500 à 3 000 adhérents du PNB sous l'Occupation, plusieurs dizaines d'adhérents et ex-adhérents du PNB rejoindront la Résistance et les FFL, en groupes constitués pour certains et de manière dispersées pour d'autres.
Il reste cependant que la direction du PNB (et son encadrement, au même titre que tous les militants qui les suivent, lisent et diffusent L'Heure bretonne), comme Morvan Lebesque, Alan Heusaff, et beaucoup d'autres, basculent dans une collaboration plus ou moins importante avec les nazis, et adoptent une politique de collaboration active, et de collaborationnisme idéologique. L'exemple de l'Irlande - voire l'idéal d'une Bretagne indépendante - continuait d'être la référence. De récentes études ont montré les liens étroits entretenus bien avant la guerre, depuis la fin des années 1920, par des dirigeants autonomistes bretons (tel Célestin Lainé, Alan Louarn) avec l'Abwehr.[réf. nécessaire]
Les relations se tendent de plus en plus entre la direction des frères Delaporte et l'aile dure. La double appartenance aux Bagadoù stourm et au Service Spécial de Célestin Lainé est bientôt interdite, courant 1943 et début 1944, plusieurs cadres jugés pro-allemands ou pro-Bezen Perrot sont exclus du PNB par les instances dirigeantes, tenants d'une ligne neutre ou de non alignement.

### Antisémitisme
« À la porte les juifs et les enjuivés » est le titre de l'article que Job Jaffré, directeur de L'Heure bretonne, publie le lendemain de la rafle du Vel d’Hiv des 16 et 17 juillet 1942, à la une de L’Heure Bretonne du 18 juillet 1942.
Dans la même veine, il publiera, par exemple, sous son pseudonyme de Tug en avril 1943, une dénonciation des bombardements de « youtre-atlantique » (no 142), et il attend en octobre 1943 un « renversement d’alliance […] quand le problème juif aura été éliminé » (no 171, sous sa signature « St. K. »).

### Scission de Célestin Lainé fin 1943
Après l'assassinat de l'abbé Perrot, Lainé crée le Bezen Perrot fin 1943 avec les plus durs du service spécial (Alan Heusaff, etc.). Il officialise la scission en créant en mai 1944 un nouveau parti national breton dont la ligne est l'alignement total sur l'Allemagne. Création toute symbolique puisque ce parti ne fera rien.
En dissidence du PNB, il fonde un deuxième PNB et reprend le titre Breiz Atao pour un nouveau journal (mai 1944).

## Un courant nationaliste breton dans la Résistance
Selon Jean-Jacques Monnier, six sympathisants et neuf jeunes du parti rejoindront le groupe Liberté de Saint-Nazaire où l'anglophilie a été déterminante.
Le groupe Liberté ou « Timoléon » a participé, à des actions de Résistance  durant l'occupation (espionnage et transmission vers Londres), et sous le nom de Bataillon de la Poche, à la libération de la poche de Saint-Nazaire en mai 1945, comme l'a montré l'historien Jean Jacques Monnier. Plusieurs militants nationalistes bretons seront déportés en Allemagne pour leur appartenance à la Résistance et y sont morts, tels Paul Le Maguer, Jean Chauvel, Pierre Ropert. Le docteur Georges Leclair, membre du réseau de  Résistance « Centurie » et responsable cantonal du PNB en Léon, fut fusillé par les nazis le 6 juillet 1944 à Brest, tandis que plusieurs résistants du groupe « Bleiz Mor », comportant plusieurs jeunes adhérents, basé au maquis du Seilla en Saint-Gilles-du-Mené furent exécutés sur place le 28 juillet 1944 à la suite d'une opération de soldats allemands.
Toujours selon Monnier, parmi les 250 militants culturels, régionalistes et nationalistes bretons engagés à la fois dans la Résistance et les mouvements bretons avant, pendant et après guerre recensés par Jean-Jacques Monnier, près d'une cinquantaine étaient adhérents ou sympathisants du PNB. Près d'une moitié dans des maquis marqués par leur obédience, et le reste de manière disséminés dans de multiples réseaux plus classiques.

## À la Libération
Le 18 août 1944, le parti est dissous.
Parmi les dirigeants du PNB, la plupart sont condamnés à la Libération pour collaboration. Neuf personnes, ayant été membres soit du Bezen Perrot, soit du groupe Guy Vissault de Coëtlogon, soit du Selbstschutzpolizei, furent fusillées à Rennes pour faits de collaboration après avoir été condamnées à mort par la Cour de justice de Rennes : Guy Vissault de Coëtlogon (de Rennes), Pierre Bernier (de Pénestin), Hervé Botros (de Lanmeur), Fernand-André Geoffroy (de Pommerit-Jaudy), Claude Geslin (de Rennes), Léon Jasson (de Baud), Corentin Kergoat (de Châteaulin), Joseph Le Ruyet (de Bubry), Commandant Thomas (de Rennes) ; André Geoffroy (de Lannion), lui aussi condamné à mort, vit sa peine commuée ; 10 furent condamnés à mort par contumace : Michel Chevillotte (de Brélès), François Debeauvais (de Rennes)[réf. nécessaire], Louis Feutren (de Rennes), Gilbert Foix (d'Auray), Yann Goulet (de Saint-Nazaire), Hervé Le Helloco (de Pontivy), Edmond Joly (de Rennes), Auguste Ménard (de Vitré), Olier Mordrel (de Plerguer), Ange Péresse (de Bubry)[réf. souhaitée].
Un certain nombre d'entre eux réussiront à échapper à la justice et à gagner l'Irlande grâce à la filière de faux passeports montée par Yann Fouéré. Quelques autres sympathisants sont relâchées au bout de quelques semaines, aucune charge n'ayant été retenue contre eux. Ces militants du PNB sont avant tout poursuivis pour avoir collaboré avec les autorités nazies. D'ailleurs peu d'entre eux seront inquiétés :

« Environ 15 à 16 % des membres du PNB ont été traduits devant les tribunaux, rares sont les sympathisants à avoir été jugés. Ce qui fait de l'Épuration un épiphénomène dont la réalité est très éloignée de l'image mythique d'une répression massive, entretenue par la mémoire traumatisée des nationalistes bretons. »

Une opinion pouvant être nuancée par le bilan du nombre de personnes fusillées par les nouvelles autorités ou tout simplement assassinées par des groupes de résistants dans les premières heures de la libération. D'après Olier Mordrel lui-même, la liste des personnes tuées s'élève à 52 personnes sur une mouvance de 2 000 à 3 000 militants (soit 2 à 3 % des effectifs) dont 36 sans jugement. Chiffre qui ne compte pas les arrestations et internements aux camps de Quimper ou de Sainte-Marguerite près de Rennes. On note ainsi parmi ces 36 personnes exécutées sans jugement des motifs aussi flou qu'un engagement culturel comme ce fut le cas de l'abbé Lec'hvien de Quemper-Guézennec, abattu à dessein d'une balle dans la tête en plein jour par des FTP peu avant l'arrivée des troupes américaines, entraînant la colère et l'incompréhension de la population.
Olier Mordrel, Raymond Delaporte quittent la Bretagne, pour se réfugier en Allemagne puis en Irlande. Dans ses mémoires, Olier Mordrel prétend avoir négocié le 16 février 1945 une alliance avec le parti de Jacques Doriot, le PPF, contre la reconnaissance d'une indépendance bretonne au sein d'une fédération « de type suisse ».
Yann Goulet, Hervé Le Helloco et Olier Mordrel seront condamnés à mort par contumace après la Libération,,.
D'autres militants sont condamnés à la dégradation nationale et interdits de séjour en Bretagne[réf. nécessaire], et se retrouvent en banlieue parisienne, ou en exil, comme Alan Heusaff.
Le commandant Thomas, chef d'arrondissement du PNB selon Le Boterf, « chef départemental du PNB en Ille-et-Vilaine » pour Kristian Hamon, qui avait été mortellement blessé d'un coup de fusil par un soldat allemand dans la matinée du 3 août 1944, à Broons, est cependant visé par un mandat d'amener. Sa mort n'est pas liée à des faits de Résistance. Il est inhumé dans la carré militaire du cimetière communal de Broons (sans mention Mort pour la France sur la tombe).
« Pierre Ropert, l'ancien président des « Moutons blancs » de Pontivy, qui est en train de mourir dans un camp de concentration en Allemagne » est visé par un mandat d'amener . Pierre Ropert, membre du réseau Pat O'Leary, est effectivement mort en déportation entre Neuengamme et Bergen-Belsen (Allemagne) le 28 mars 1945.
Un jeune membre du PNB, Michel Plessis, fut condamné à la peine de travaux forcés à perpétuité le 4 mai 1945 devant la Cour de Justice, pour avoir collaboré avec la Gestapo et lui avoir livré une liste d'élèves du Lycée Le Braz de Saint-Brieuc susceptibles de faire partie de la Résistance (Lycéens Martyrs, 19 élèves arrêtés le 10 décembre 1943, trois exécutés au Mont-Valérien et cinq morts en déportation).
Plusieurs ouvrages donnent quelques cas particuliers  concernant les poursuites visant les membres ou sympathisants du PNB dans le Morbihan, celui d'Annik Le Guen, L'épuration dans le Morbihan, un ouvrage  collectif, 1939-1945 en Centre-Bretagne, Tome 4: Des lendemains qui chantent et Charles Floquet, Pontivy, la liberté retrouvée.

## Après 2021

Logo du Parti National Breton depuis 2021.

Le groupuscule d’extrême droite lancé en 2021 par le blogueur néonazi Boris Le Lay reprend le nom du parti. Ses adhérents prônent un nationalisme d’inspiration néonazie, raciste, antisémite et homophobe,,,.

## Publications du PNB
- Histoire de Bretagne - généralités. Éditions de Parti National Breton - Rennes, Imprimerie Centrale. 1941. Périodique. Les Cahiers du militant.
- Union Des Caisses D'assurance Maladie En Bretagne. PNB no 2 : notre lutte pour la Bretagne. Éditions du Parti National Breton - Rennes 1941
- Histoire de Bretagne de Jeanne Coroller-Danio, illustré par Xavier Haas. 1942. Éditions du Parti National Breton - Rennes
- Histoire de Bretagne pour tous de Jeanne Coroller-Danio, Éditions du Parti National Breton - Rennes, Imprimerie Centrale de Rennes. 1942
- Notre lutte pour la Bretagne. Éditions du Parti National Breton - Rennes. 1942.
- La route au but lointain.
- Pensées d'un nationaliste breton.
- War raok ! Chansons de route de Xavier Haas. Éditions du Parti National Breton - Rennes. 1942.